# University of California, Los Angeles Women's Volleyball
La University of California, Los Angeles Women's Volleyball  è la squadra pallavolo femminile appartenente alla University of California, Los Angeles, con sede a Los Angeles (California): milita nella Pac-12 Conference della NCAA Division I.

## Palmarès
- NCAA Division I: 4

1984, 1990, 1991, 2011
- DGWS/AIAW Division I: 3

1971-72, 1974, 1975

## Record
| Piazzamento          |    | Edizione                                                                   |
| -------------------- | -- | -------------------------------------------------------------------------- |
| Tornei NCAA          | 38 | Vincitrice: 4 1984, 1990, 1991, 2011                                       |
| Tornei NCAA          | 38 | Finale: 4 1981, 1983, 1992, 1994                                           |
| Tornei NCAA          | 38 | 4º posto: 1 1985                                                           |
| Tornei NCAA          | 38 | Semifinali: 3 1988, 1989, 2006                                             |
| Tornei NCAA          | 38 | Elite Eight: 10 1982, 1993, 1995, 1999, 2000, 2001, 2003, 2004, 2007, 2016 |
| Tornei NCAA          | 38 | Sweet Sixteen: 7 1987, 2005, 2008, 2014, 2015, 2017, 2021                  |
| Tornei NCAA          | 38 | Secondo turno: 8 1997, 1998, 2002, 2009, 2010, 2012, 2019, 2020            |
| Tornei NCAA          | 38 | Primo turno: 1 1986                                                        |
| Titoli di conference | 10 | Southern California Women’s Intercollegiate Athletic Conference: 1 1975    |
| Titoli di conference | 10 | Pacific West Conference: 2 1978, 1983                                      |
| Titoli di conference | 10 | Pac-12 Conference: 7 1986, 1988, 1989, 1990, 1992, 1993, 1999              |

## Conference
- Southern California Women’s Intercollegiate Athletic Conference: 1974-1975
- Pacific West Conference[1]: 1976-1985
- Pac-12 Conference[2]: 1986-

## National Player of the Year
- Natalie Williams (1992)

## National Freshman of the Year
- Kristee Porter (1998)
- Lauren Cook (2009)

## National Coach of the Year
- Andy Banachowski (1989, 2006)
- Michael Sealy (2011)

## All-America

### First Team
- Linda Robertson (1981)
- Jeanne Beauprey (1982)
- Patty Orozco (1983)
- Liz Masakayan (1984, 1985)
- Daiva Tomkus (1987, 1988, 1989)
- Ann Boyer (1988)
- Natalie Williams (1990, 1991, 1992)
- Marissa Hatchett (1992)
- Elaine Youngs (1989, 1992)
- Julie Bremner (1993)
- Annett Buckner (1993, 1994)
- Kristee Porter (2000)
- Nana Meriwether (2006)
- Mary Spicer (2006, 2007, 2008)
- Rachael Kidder (2011)
- Tabitha Love (2012)
- Karsta Lowe (2014)
- MacKenzie May (2021)

### Second Team
- Michelle Boyette (1984)
- Lisa Ettesvold (1985, 1986)
- Ann Boyer (1986)
- Lori Zeno (1987)
- Elaine Youngs (1988, 1991)
- Natalie Williams (1989)
- Jenny Evans (1990)
- Elaine Youngs (1991)
- Alyson Randick (1994)
- Kara Milling (1997)
- Kristee Porter (1999)
- Chrissie Zartman (2004)
- Amanda Gil (2009)
- Madeleine Gates (2017)
- MacKenzie May (2019, 2020)

### Third Team
- Krystal McFarland (2004)
- Nana Meriwether (2005)
- Katie Carter (2006)
- Jessica Fine (2008)
- Taylor Formico (2015)
- Zoe Fleck (2021)

## Allenatori
- Andy Banachowski: 1965-1968
- Mardi Hardy: 1968-1970
- Andy Banachowski: 1970-2009
- Michael Sealy: 2010-